# Oberster Rat für die Wiederherstellung der Demokratie
Der Oberste Rat für die Wiederherstellung der Demokratie (französisch: Conseil suprême pour la Restauration de la Démocratie, kurz CSRD), angeführt von Salou Djibo, war eine Militärjunta in Niger, die beim Staatsstreich gegen Präsident Mamadou Tandja am 18. Februar 2010 gegründet wurde. Sie bestand bis Januar 2011.

## Ereignisse des Staatsstreichs
Der CSRD setzte die Verfassung von Niger außer Kraft und löste alle staatlichen Institutionen auf. Präsident Mamadou Tandja wurde am 18. Februar 2010 in einer Militärbaracke gefangen genommen. Am 23. Februar ernannte der Rat Mahamadou Danda zum neuen Premierminister.
Der CSRD gab als ihr Ziel an, Niger zu einem „Beispiel für Demokratie und gute Regierung“ zu machen.

## Mitglieder

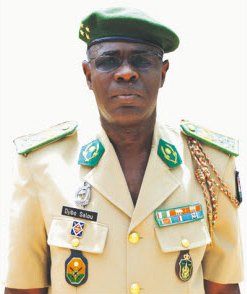
Salou Djibo

Staatschef Salou Djibo legte per Dekret vom 10. Oktober 2010 die Zusammensetzung der Junta fest. Neben ihm selbst als Vorsitzendem hatte sie folgende Offiziere als Mitglieder:
- Abdoulaye Badié
- Amadou Diallo
- Hassane Mossi
- Abdoulkarim Goukoye (Sprecher des Rats)
- Salifou Mody
- Djibrilla Hima Hamidou
- Abdoulaye Adamou Harouna
- Laminou Mahamane Moussa
- Ahmed Mohamed
- Amadou Madougou Wonkoye
- Adamou Garba
- Chaïbou Idrissa
- Aboubakar Amadou Sanda
- Mamane Souley
- Moctar Amadou Mounkaila
- Maïnassara Salifou
- Amirou Abdoulkader
- Abdouramane Ibrahim
- Djibril Adamou Harouna
- Issa Amadou
- Arzika Tchiémogo

Ferner gehörte ihr die Führung der Streitkräfte Nigers von Rechts wegen an.

## Folgen
Durch ein Referendum im Oktober wurde eine neue Verfassung eingeführt und den Militärs politische Immunität für den Putsch garantiert, sie aber auch verpflichtet, die Macht zeitnah abzugeben. Es folgten daher im Januar des nächsten Jahres Präsidentschafts- und Parlamentswahlen, die friedlich und regelkonform abliefen und aus denen der oppositionelle Kandidat Mahamadou Issoufou als Sieger hervorging.
Der gestürzte Präsident Mamadou Tandja wurde vor Gericht gestellt, aber von allen Vorwürfen freigesprochen und im Mai 2011 freigelassen.